# Youth and Young Manhood
Youth And Young Manhood es el álbum debut de la banda de garage rock y rock sureño Kings of Leon, editado en el año 2003. El disco fue recibido con diversidad de opiniones entre los fanes, ya que unos se posicionaban en el acierto de las raíces de The Strokes y del rock sureño, mientras que otros culpaban al cantante Caleb Followill de su ininteligible voz. Los sencillos extraídos del disco fueron "Molly's Chambers", "Red Morning Light" (que apareció en el videojuego FIFA Football 2004), "Wasted Time" y "California Waiting". Además, "Spiral Staircase" aparece en el videojuego para PS3 "Motorstorm".

## Lista de canciones
1. "Red Morning Light" – 2:59
2. "Happy Alone" – 3:59
3. "Wasted Time"– 2:45
4. "Joe's Head" – 3:21
5. "Trani" – 5:01
6. "California Waiting" – 3:29
7. "Spiral Staircase" – 2:54
8. "Molly's Chambers" – 2:15
9. "Genius" – 2:48
10. "Dusty" – 4:20
11. "Holy Roller Novocaine" – 4:01
12. "Talihina Sky" [Bonus Track] – 3:48

FIN

## Singles
| Información                                                                              |
| ---------------------------------------------------------------------------------------- |
| "Molly's Chambers" - Editado: 11 de agosto de 2003 - Posición: #23 (UK Singles Chart)    |
| "Wasted Time" - Editado: 20 de octubre de 2003 - Posición: #51 (UK Singles Chart)        |
| "California Waiting" - Editado: 16 de febrero de 2004 - Posición: #61 (UK Singles Chart) |

## Formación
- Caleb Followill - Voz y guitarra rítmica
- Nathan Followill - Batería y coros
- Jared Followill - Bajo
- Matthew Followill - Guitarra líder